# Juazeiro do Norte
Juazeiro do Norte es un municipio brasileño del estado de Ceará, localizado a una latitud de 07° 12' 46" Sur y a una longitud de 39° 18' 54" Oeste. Tiene una población de 324.993 habitantes, dentro de una superficie de 248 km², lo que da una densidad demográfica de 968,1 hab./km².

## Historia
Juazeiro era inicialmente un distrito de la ciudad vecina llamada Crato, hasta cuando un padre resolvió iniciar su vida de párroco en aquel lugar, así fue que el Padre Cícero Romão Batista logró la emancipación de la ciudad. Actualmente es la segunda ciudad del estado gracias al fuerte comercio que mantiene.

## Lugares de interés
- Horto del Padre Cicero
- Cariri Garden Shopping
- Memorial del Padre Cicero
- Basílica Santuário de Nossa Senhora das Dores